# Cymatura mucorea
Cymatura mucorea es una especie de escarabajo longicornio del género Cymatura, tribu Xylorhizini, subfamilia Lamiinae. Fue descrita científicamente por Fairmaire en 1887.

## Descripción
Mide 16-28 milímetros de longitud.

## Distribución
Se distribuye por Etiopía, Kenia, República Democrática del Congo, Somalia y Tanzania.